# غوني محله
غوني محله( بالأذرية: Güneyməhlə، بالفارسية: گونی محله): هي قرية في بلدية بوسته قاسم في مقاطعة قوبا في أذربيجان.